# Los Bambacoa
Los Bambacoa fue un grupo musical argentino, pionero en el género de la cumbia en la década de 1960.

## Carrera
El grupo combinaba voces, junto a clarinetes  y trombones, entre los integrantes se encontraban Álvarez (Timbal), Tetamanti (Güiro), Rubén Di Génova (Congas), Carlos López Caldi, Ricardo Salinas (Piano), Osvaldo Bertolini (Bajo), Hugo Rodríguez Fazio (Clarinete), Julio Napolitano (Clarinete), Martino (clarinete), Cacho Gorostiaga (rallador y coros) y la voz del ya fallecido Rolo Quinteros.
Alcanzaron a grabar tan solo un L.P bajo el sello de la RCA, de 1965 hicieron famosos temas como Arena y plata y Cantando por el río.
Fue un conjunto exitoso que llegó a triunfar en Capital cuando ya había agotado las posibilidades dentro de La Plata. Su estilo en la música tropical era inconfundible, con un sonido característico por la inclusión de tres clarinetes al estilo de las grandes bandas colombianas. Formaron parte del elenco de Escala musical, realizaron infinidad de grabaciones con temas que supieron atrapar el gusto de la gente, extensas giras por el país y extranjero. En televisión se los veía frecuentemente en todos los programas musicales del momento.
Trabajaron en radio y en varios eventos como la Fiesta Provincial del Trigo
En 1966 aparecieron en la película Ritmo, amor y juventud, dirigida por Enrique de Rosas (h), y protagonizado por Osvaldo Pacheco, Pinky y Raúl Lavié. Allí interpretaron el tema  Dengue de Colores.
El grupo se disolvió a fines de los 60's.

## Filmografía
- 1966: Ritmo, amor y juventud.

## Televisión
- Escala musical

## Temas interpretados
- Cantando por el río
- La mancha
- Casita vieja
- Josefina
- Ya se vá el tren
- Se vá la caravana
- Arena y plata
- Como la barca
- Los domingos
- Gallo colorado
- Que lo busquen[5]